# Zenonia 4
Zenonia 4: Return of the Legend ist ein Action-Rollenspiel, das von Gamevil für Android und iOS entwickelt und veröffentlicht wurde. Es ist die Fortsetzung von Zenonia 3 und das vierte Spiel der Zenonia-Serie. Es wurde am 22. Dezember 2011 im App Store, am 13. Februar 2012 bei Google Play und am 4. Mai 2012 im Amazon Appstore veröffentlicht.

## Spielmechanik
Zenonia 4 folgt dem gleichen allgemeinen Spielprinzip wie seine Vorgänger, einschließlich Echtzeit-Kämpfen und -Erkundung. Den Protagonisten Regret steuert man mit dem virtuellen D-Pad. Neben den Hauptaufgaben, die die Hauptgeschichte voranbringen, kann der Spieler Nebenaufgaben von Nicht-Spieler-Charakteren (NSCs) in Städten und anderen Orten annehmen. Das Spiel hat vier verfügbare Klassen zur Auswahl: Jäger (ein mächtiger Nahkampfjäger), Blader (ein Nahkampfjäger mit schnellen Angriffen), Waldläufer (eine Fernkampfklasse mit Weitwinkelziel) und Druide (eine Fernkampfklasse, die auf Projektile spezialisiert ist). Das Spiel enthält Zen, eine Währung im Spiel, die in der realen Währung gekauft werden kann, um mächtige und hilfreiche Gegenstände im Spiel zu kaufen. Zum Beispiel ist Drachenatem im Laden erhältlich, was den Verbesserungsgrad eines Gegenstands um 3 erhöht, und es gibt auch „Auto-Routing“, wodurch du automatisch fast verlorene Gegenstände auf dem Bildschirm aufnimmst. Gold wird ebenfalls angeboten, die wichtigste Währung im Spiel. Dies wird verwendet, um diverse Gegenstände im Laden zu kaufen. Der Spieler kann in Online-Kämpfen in den Modi 1-gegen-1 oder 2-gegen-2 antreten. Man bekämpft immer stärkere Monster, gewinnt viel Erfahrung und bekommt auch einen Preis, wenn man alle Level/Monster schlägt.

## Handlung
Der Protagonist des ersten Zenonia-Spiels, Regret, kehrt als Protagonist für Zenonia 4 zurück. Zehn Jahre nach den Ereignissen von Zenonia 3 ist Regret in einer Welt gefangen, die Land der Gefallenen genannt wird, einer Welt, die zwischen Tod und Bewusstsein liegt. Regret wird von seinem zukünftigen Selbst angesprochen, um ihn vor einem dunklen Lord zu warnen, der aufsteigt und das Land von Zenonia bedroht. Mit Hilfe der Fee Anya versucht Regret, den Aufstieg des dunklen Fürsten zu stoppen und Zenonia zu retten.

## Rezeption
Die allgemeinen Bewertungen von Zenonia 4 waren positiv. Es hat 77 von 100 Punkten auf der Aggregatorseite Metacritic erhalten, was auf allgemein positive Bewertungen hinweist. Slide to Play gab dem Spiel 3 von 4 Punkten, indem es seine tiefgehenden RPG-Elemente lobte, es aber unter anderem dafür kritisierte, sich ständig zu wiederholen. Pocket Gamer gab dem Spiel 7 von 10 Punkten und eine Bronze-Auszeichnung, wobei es seine Grafik lobte, aber das Spiel kritisierte, weil es zu sehr seinen Vorgängern ähnelt und keine wirklich neuen Elemente enthält. AppSafari hingegen war positiver in seiner Bewertung. Es gab dem Spiel 5 von 5 Punkten und sagte: „[…] das ist definitiv die beste Ausgabe in der Serie. Und ich werde noch ein wenig weiter gehen und sagen, dass dies eines der besten Spiele ist, das jemals als App auf dem iPhone veröffentlicht wurde.“